# 첨가소화채
첨가소화채는 주택, 자동차, 항공기 등을 구매할 때 의무적으로 매입(매수)해야하는 채권으로써 각종 등기, 인허가, 등록을 위해 포함(첨가)시켜서 일반인들에게 공공적인 목적으로 강제적으로 매입(소화)시키는 것이다. 이율은 대한민국에서 국채인 경우 0 ~ 20%이고, 지방채, 지역개발채권, 도시철도채권, 공단발행 채권은 2.5 ~ 10% 정도이다.
증권사에서 일반적으로 500만원까지는 매입을 해주지만 일반적으로 일반인들은 명동의 채권시장에 헐값에 매각 또는 대행업체에 매각되는 일이 허다하다. 일반인이 만기까지 들고 갈 경우 적지 않은 수익을 가져다 준다.